# 张经寺
张经寺，位于中国青海省互助县红崖子沟乡张家村，为第六批青海省文物保护单位，公布日期为1998年12月22日，类型为古建筑。
张经寺的历史年代为清。